# Ilja Alexandrowitsch Golossow

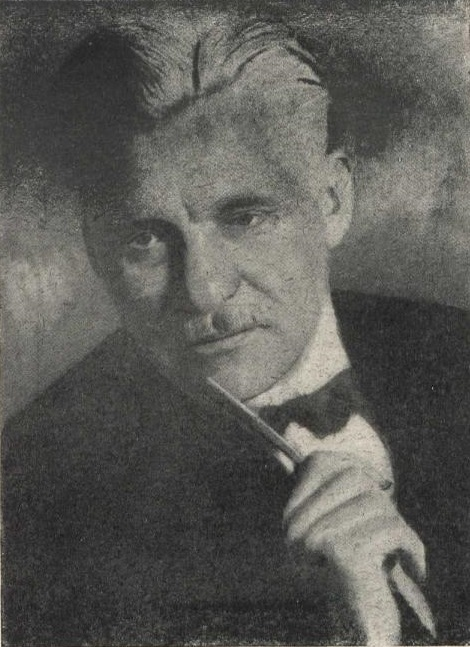
Ilja Golossow

Ilja Alexandrowitsch Golossow (russisch Илья́ Алекса́ндрович Го́лосов; * 31. Juli 1883 in Moskau, Russisches Kaiserreich; † 29. Januar 1945 ebenda) war ein russischer und sowjetischer Architekt. Er war einer der Hauptvertreter der symbolischen Romantik in den frühen 1920er-Jahren und anschließend einer der wichtigsten Architekten des Konstruktivismus. In den 1930er-Jahren war er Vertreter des sozialistischen Klassizismus. Sein bekanntestes Werk ist der 1927 bis 1929 errichtete Sujew-Arbeiterklub in Moskau.
Sein Bruder war der Architekt Panteleimon Golossow.

## Leben
Golossow wurde 1883 in einer Priesterfamilie geboren.
Er besuchte die Stroganow-Kunst-und-Technik-Schule in Moskau und anschließend die Lehranstalt für Malerei, Bildhauerei und Baukunst ebenfalls in Moskau. 1912 verließ er Letztere als Architekt.
1912–13 baute er Villen in Kirschatsch und Moskau. Nach der Oktoberrevolution lehrte er am Moskauer Polytechnischen Institut und an der WChUTEMAS. In den ersten Jahren nach der Revolution baute er klassizistisch, änderte jedoch seinen Stil zur symbolischen Romantik, was auch durch den Einfluss Boris Koroljows begründet ist.
Im Dezember 1919 gründete er mit den Mitgliedern Koroljow, Ladowski und Iszelenow der Schiwskulptarch ein Bildhauerartel an den zweiten SGChM (Freien Kunstwerkstätten). Später leitete er mit Konstantin Melnikow eine Werkstatt an der WChUTEMAS.
Ab 1933 leitete er eine der Architekturwerkstätten des Mossowjet (Moskauer Sowjets). In den dreißiger Jahren wendet er sich immer klassischeren und traditionellen Formen zu.

## Werke (Auswahl)

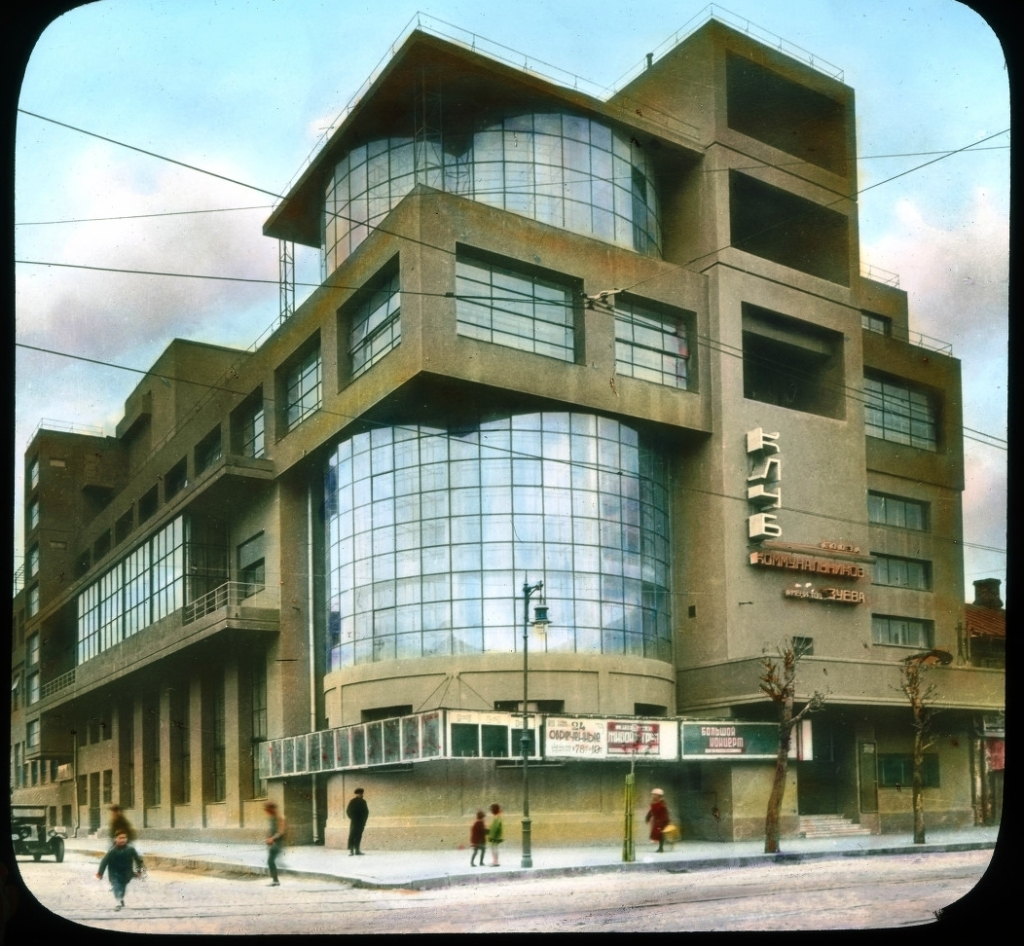
1927–1929. Sujew-Arbeiterklub
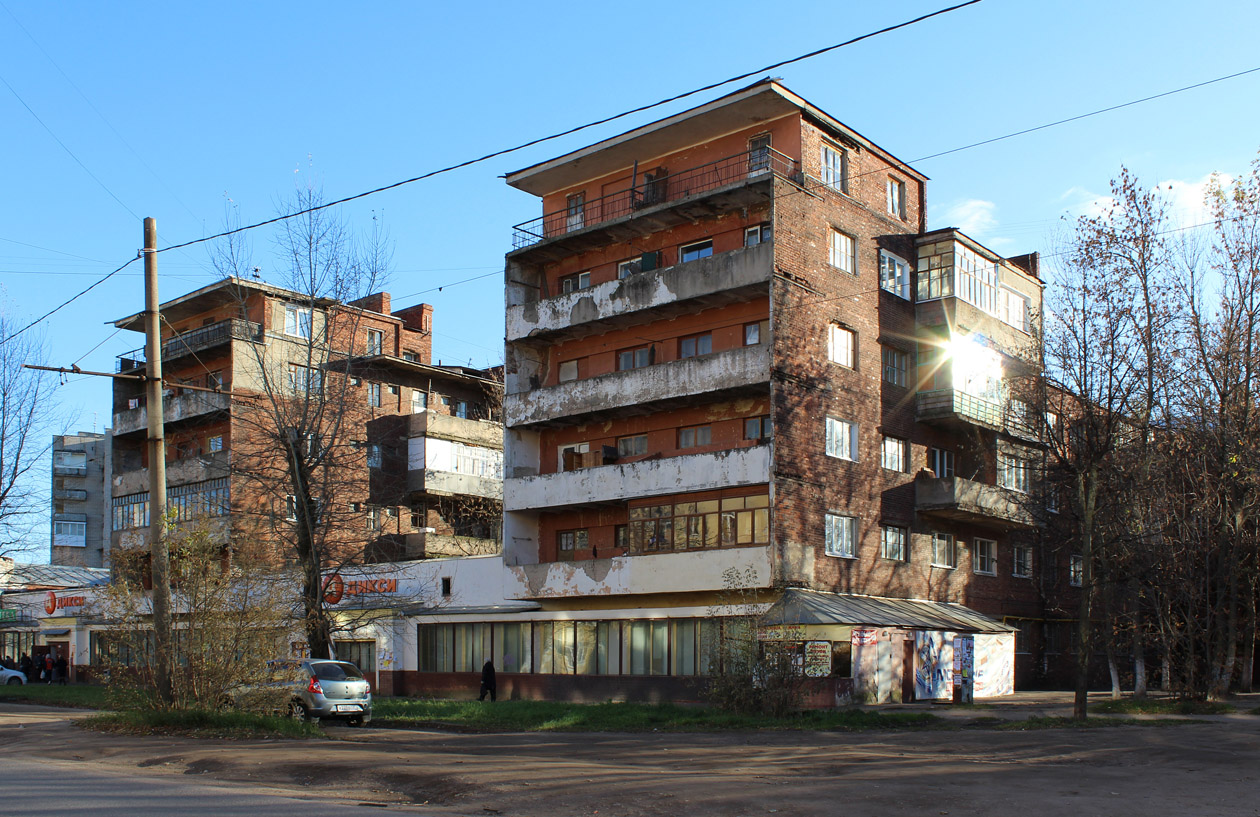
1930–1931. Kollektivhaus
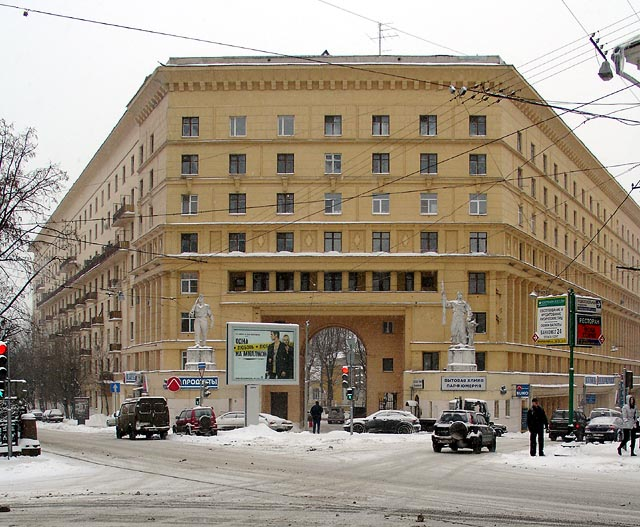
1936–1941.